# Helmut Nadolski
Helmut Nadolski (ur. 27 października 1942 w Gdyni) – polski kontrabasista, kompozytor, poeta, aktor, performer, artysta multimedialny.

## Życiorys

### Lata 50 XX w. i 60 XX w.
Uczęszczał do Liceum Ogólnokształcącego w Sopocie i do Państwowej Szkoły Muzycznej w Gdańsku-Wrzeszczu. W początkach kariery był związany z trójmiejskim środowiskiem jazzowym. W końcu lat 50. XX w. współpracował z kabaretem To Tu i cyrkiem Tralabomba Jerzego Afanasjewa w Klubie Studentów Wybrzeża „Żak”. Tego też okresu sięga jego przyjaźń z Czesławem Niemenem, który uważał, że Nadolski:

Łamie powszechnie przyjęte schematy gry na kontrabasie. Jest mistrzem swojego instrumentu. Stworzył własną muzykę nacechowaną niewiarygodną wprost siłą ... Jest artystą wrażliwym, obdarzonym wielką wyobraźnią – muzykiem, który dźwiękami maluje obrazy swej głęboko osobistej wizji...

Muzykę Nadolskiego można by zaliczyć do kręgu muzyki poważnej, ale sądzę, że jej spontaniczność i naturalność nie mieściłaby się w przeintelektualizowanej atmosferze muzyki nowej, gdzie ważniejsze jest odkrywanie nowości od wyrazu emocjonalnego. W tym sensie Nadolski łączy dwa przeciwstawne bieguny – awangardowość i emocjonalizm.

W 1969 roku Nadolski jako członek Kwartetu Andrzeja Przybielskiego zdobył II nagrodę wraz z zespołem na festiwalu Jazz nad Odrą we Wrocławiu. Kompozycję Przybielskiego pt. Żebrówka w koncertowym wykonaniu grupy z JJ'69 opublikowano na składankowym longplayu JJ 69 – New Faces In Polish Jazz.

### Lata 70 XX w.
Kontrabasista był związany z awangardową sceną freejazzową (m.in. Sesja 72), współtworzył Grupę Niemen, koncertował na wielu estradach w kraju i za granicą (m.in. na festiwalach Jazz Jamboree z Cz. Niemenem, na Warszawskiej Jesieni, w galeriach sztuki w Polsce, Austrii, Norwegii i RFN). Do ważniejszych pozycji w jego dyskografii należą: Four Dialogues with Conscience – wspólny projekt muzyków Sesji 72 i aktorki Igi Cembrzyńskiej (1973), Meditation z udziałem Cz. Niemena, Andrzeja Nowaka i aktora Olgierda Łukaszewicza – nagrania dokonano podczas koncertu w kościele św. Jerzego w Sopocie (1974) i New Musik from Poland – H. Nadolski (1979), a także longplaye nagrane z Grupą Niemen: Strange Is This World (1972), Niemen (vol.1) i Niemen (vol.2) (1973). Nadolski jest twórcą muzyki do wielu filmów fabularnych i telewizyjnych, m.in.: Dziewczyny do wzięcia (reż. Janusz Kondratiuk), Rekolekcje (reż. Witold Leszczyński), Kronika polska (reż. Grzegorz Królikiewicz), Upiory (reż. Marcel Kochańczyk) oraz spektakli poetyckich, m.in. do poezji Rainera Marii Rilkego Co pan sądzi o miłości, co pan myśli o śmierci, do poezji Cypriana Kamila Norwida Czas idzie, śmierć goni i do poezji Mariny Cwietajewej Dialog z Sumieniem (jako członek Sesji 72).

### Lata 80 XX w.
Od 1980 roku współtworzył z Andrzejem Mitanem, Andrzejem Przybielskim, Andrzejem Bieżanem i Januszem Trzcińskim Super Grupę Bez Fałszywej Skromności. Najważniejszym przedsięwzięciem formacji był spektakl Księga Hioba, wystawiony w Teatrze Narodowym w ramach Jazz Jamboree’81. Planowaną na 14 grudnia realizację w Stoczni Szczecińskiej uniemożliwiło wprowadzenie stanu wojennego. Także w pierwszej połowie lat 80 XX w. Nadolski był współtwórcą Teatru Instrumentalnego Ryszarda Miśka przy Teatrze Muzycznym w Gdyni. Do jego najważniejszych spektakli należy – oparty na jego biografii Proces zadedykowany Franzowi Kafce. Premiera widowiska odbyła się 13 marca 1982 roku i była ogromnym wydarzeniem w woj. gdańskim. Nadolski był odtwórcą głównej roli, kompozytorem muzyki i współreżyserem. Spektakl otrzymał wspaniałe recenzje i poruszył całe środowisko artystyczne Trójmiasta. W 1984 roku ukazał się w ograniczonym nakładzie longplay, zatytułowany Jubileuszowa Orkiestra Helmuta Nadolskiego (ukazało się też jego drugie wydanie ze zmienioną okładką). W połowie lat 80 XX w. H. Nadolski zamieszkał w Bremie.

### Lata 90 XX w. i obecnie
Od lat 90 XX w. artysta realizuje performance Mobile – rodzaj spektaklu muzycznego łączącego różne formy ekspresji wykonawczej (ruchoma rzeźba grająca, muzyka improwizowana, medytacje). Występuje w klubach jazzowych, a także na scenie z monodramem Minni Oehl Camille Claudel. Od przełomu pierwszej i z początkiem drugiej dekady XXI wieku ukazały się w Polsce jego dwa albumy: Muzyka morza (2010) i Kiedy umiera człowiek (2011). 19 listopada 2012 roku, w klubie Versalka w Sopocie artysta obchodził jubileusz siedemdziesiątych urodzin i 50-lecia pracy twórczej. Z tej okazji otrzymał Nagrodę Prezydenta Miasta Gdańska w Dziedzinie Kultury. W czasie imprezy H. Nadolski wywołał sensację, podpalił swój kontrabas. 5 grudnia tegoż roku został odznaczony przez Ministra Kultury i Dziedzictwa Narodowego Srebrnym Medalem „Zasłużony Kulturze Gloria Artis”.

Helmut Nadolski – jego wypowiedź i muzyka były ważną częścią koncertu Po co polskiemu jazzowi awangarda na JnO 2015. Dziś, w Światowym Dniu Jazzu przypominam tę ważną postać: bez niego bylibyśmy ubożsi… Jego odpowiedź na moje pytanie o przyczyny emigracji w 2004 r. po pogrzebie Cz. Niemena, wciąż gorzko brzmi: Musiałem wyjechać, bo by mnie tu zagryźli...

## Nagrody
- 2012 – Laureat Nagrody Prezydenta Miasta Gdańska w Dziedzinie Kultury[9]

## Albumy solowe
- Medytacje (Meditation) (LP, 1974)[10]
- Jubileuszowa Orkiestra (LP, 1983)[11]
- Muzyka morza (CD, 2010)[12]
- Kiedy umiera człowiek (CD, 2011)[12]